# Majhemout Diop
Majhemout Diop (Saint-Louis, 30 settembre 1922 – Dakar, 27 gennaio 2007) è stato un politico e storico senegalese.

## Biografia
Nato a Saint-Louis nel 1922, rimase orfano di padre nel 1935 e dopo soli due anni anche di madre. Dopo aver completato la sua formazione secondaria nella città natale e successivamente a Dakar, fu ammesso alla French West Africa's School di medicina e farmacia. Successivamente continuò i suoi studi in Francia, periodo nel quale cominciò ad interessarsi alla politica, arrivando a scrivere un articolo sull'indipendenza africana sulla rivista Presénce Africaine nel 1952.
In questo periodo ebbe contatti con diversi leader politici emergenti africani come Félix Houphouët-Boigny e Abdoulaye Wade e fu influenzato ideologicamente dal pensiero di Cheikh Anta Diop, Marcus Garvey e dall'attività del Partito Comunista Francese. Nel 1957 fu fra i fondatori del Parti Africain de l'Indépendance e uno dei protagonisti della lotta anticoloniale. Nel 1960 fu costretto all'esilio a causa della sua posizione critica nei confronti del governo senegalese, nello stesso anno in cui il paese aveva ottenuto l'indipendenza.
Nel 1971 ottenne un dottorato presso l'Istituto di studi africani di Mosca, pubblicando in due volumi la sua tesi, dal titolo Histoire des classes sociales dans l'Afrique de l'Ouest, il primo dedicato al Mali, il secondo al Senegal.

## Opere
- Majhemout Diop, Contribution à l'étude des problèmes politiques en Afrique Noire, Parigi, Présence africaine, 1958.
- Majhemout Diop, Histoire des classes sociales dans l'Afrique de l'Ouest, Parigi, Harmattan, 1971-1972.
- Majhemout Diop, Tactical problems of the socialist option in Mali, in Peter C.W. Gutkind e Peter Waterman (a cura di), African social studies: a radical reader, Londra, Heinemann, 1977,  pp. 405-411.
- Majhemout Diop, Workers in Mali, in Peter C.W. Gutkind e Peter Waterman (a cura di), African social studies: a radical reader, Londra, Heinemann, 1977,  pp. 263-267.
- Majhemout Diop, Mémoires de luttes: textes pour servir à l'histoire du Parti africain de l'indépendance, Présence africaine, 2007, ISBN 978-2-7087-0783-2.